# Hideko Nishioka
Hideko Nishioka (西岡秀子, Nishioka Hideko), née le 15 mars 1964, est une femme politique japonaise, représentant la préfecture de Nagasaki à la Chambre des représentants du Japon pour le Parti de l'espoir, puis pour le Parti démocrate du peuple. 

## Jeunesse et carrière pré-électorale
Nishioka naît le 15 mars 1964 à Nagasaki. Elle est la fille aînée de l'ancien président de la Chambre des conseillers Takeo Nishioka (en). Elle obtient un diplôme de droit de l'Université Gakushūin, avant de devenir l'assistante parlementaire de son père, membre de la Chambre des représentants du Japon,.

## Carrière électorale
Après le décès de son père en 2013, elle déclare vouloir se présenter aux élections à la chambre des Conseillers japonaises de 2016. Elle annonce sa candidature en janvier 2016, et devient la candidate commune des principaux partis d'opposition, notamment le Parti communiste japonais, et le Parti démocrate du Japon, sous l'investiture de ce dernier. Elle échoue à se faire élire, et s'incline face au conseiller sortant Genjirō Kaneko.
Elle rejoint le parti de l'espoir en 2017, et cherche à briguer le siège de son père de la première circonscription de la préfecture de Nagasaki lors des élections législatives japonaises de 2017. Elle s'oppose au député sortant Tsutomu Tomioka (ja), représentant le Parti libéral-démocrate,. Elle remporte les élections d'une courte tête, succédant ainsi à Tomioka et récupérant le siège de son père. 
En 2020, lorsque le Parti démocrate du peuple est reformé après sa fusion avec le Parti démocrate constitutionnel, elle annonce le rejoindre.
Elle est réélue à la suite des élections législatives japonaises de 2021, et conserve ainsi son poste, l'emportant face à un candidat du Parti communiste japonais et un candidat du PLD.
Candidate à sa réélection lors des élections législatives japonaises de 2024, elle est à nouveau réélue pour un troisième mandat, avec une large avance,.

## Prises de position
Nishioka est opposée à l'utilisation de l'énergie nucléaire, qu'elle soit militaire ou civile, et souhaite favoriser grandement les énergies renouvelables, bien qu'elle reconnaisse le caractère indispensable de cette dernière dans le mix énergétique japonais actuel. Elle se déclare également opposée à la levée de l'interdiction des casinos sur le sol japonais.